# Champions olympiques indiens
Liste des sportifs indiens (par sport et par chronologie) médaillés d'or lors des Jeux olympiques d'été et d'hiver, à titre individuel ou par équipe, de 1900 à 2008.

## Jeux olympiques d'été

### Hockey sur gazon
| Nom | Discipline(s)         | Année(s) |
| Richard Allen, Dhyan Chand, Maurice Gateley, William Goodsir-Cullen, Leslie Hammond, Feroze Khan, George Marthins, Rex Norris, Broome Pinniger, Michael Rocque, Frederic Seaman, Ali Shaukat, Jaipal Singh, Sayed Yusuf, Kher Singh Gill                                                                                            | Tournoi olympique (H) | 1928     |
| Richard Allen, Muhammad Aslam, Lal Bokhari, Frank Brewin, Richard Carr, Dhyan Chand, Leslie Hammond, Arthur Hind, Sayed Jaffar, Masud Minhas, Broome Pinniger, Gurmit Singh Kullar, Roop Singh, William Sullivan, Carlyle Tapsell                                                                                                   | Tournoi olympique (H) | 1932     |
| Richard Allen, Dhyan Chand, Ali Dara, Lionel Emmett, Peter Fernandes, Joseph Galibardy, Earnest Goodsir-Cullen, Mohammed Hussain, Sayed Jaffar, Ahmed Khan, Ahsan Khan, Mirza Masood, Cyril Michie, Baboo Nimal, Joseph Phillips, Shabban Shahab-ud-Din, Garewal Singh, Roop Singh, Carlyle Tapsell                                 | Tournoi olympique (H) | 1936     |
| Leslie Claudius, Keshav Dutt, Walter D'Souza, Lawrie Fernandes, Ranganathan Francis, Gerry Glacken, Akhtar Hussain, Patrick Jansen, Amir Kumar, Kishan Lal, Leo Pinto, Jaswant Singh Rajput Latif-ur-Rehman, Reginald Rodrigues, Balbir Singh Sr., Randhir Singh Gentle, Grahanandan Singh, K. D. Singh, Trilochan Singh, Maxie Vaz | Tournoi olympique (H) | 1948     |
| Leslie Claudius, Meldric Daluz, Keshav Dutt, Chinadorai Deshmutu, Ranganathan Francis, Raghbir Lal, Govind Perumal, Muniswamy Rajgopal, Balbir Singh Sr., Randhir Singh Gentle, Udham Singh, Dharam Singh, Grahanandan Singh, K. D. Singh                                                                                           | Tournoi olympique (H) | 1952     |
| Leslie Claudius, Ranganathan Francis, Haripal Kaushik, Amir Kumar, Raghbir Lal, Shankar Lakshman, Govind Perumal, Amit Singh Bakshi, Raghbir Singh Bhola, Balbir Singh Sr., Hardayal Singh, Randhir Singh Gentle, Balkrishan Singh, Gurdev Singh, Udham Singh, Bakshish Singh, Charles Stephen                                      | Tournoi olympique (H) | 1956     |
| Singh Harbinder, Shankar Laxman, Lal Mohinder, Haripal Kaushik, Bandu Patil, V.J. Peter, Ali Sayeed, Charanjit Singh, Darshan Singh, Dhara Singh, Gurbux Singh, Jagjit Singh, Joginder Singh, Udham Singh, Prithipal Singh | Tournoi olympique (H) | 1964     |
| Allan Schofield, Bir Bhadur Chettri, Sylvanus Dung Dung, Rajinder Singh, Davinder Singh, Gurmail Singh, Ravinder Pal Singh, Vasudevan Baskaran, Sommayya Maneypande, Maharaj Krishan Kaushik, Charanjit Kumar, Merwyn Fernandes, Amarjit Singh Rana, Mohamed Shahid, Zafar Iqbal, Surinder Singh Sodhi                              | Tournoi olympique (H) | 1980     |

### Tir
| Nom            | Discipline(s)                  | Année(s) |
| Abhinav Bindra | Carabine 10 m air comprimé (H) | 2008     |

## Jeux olympiques d'hiver
Aucun titre remporté